# Chrysolina cribrosa
Chrysolina cribrosa là một loài bọ cánh cứng trong họ Chrysomelidae. Loài này được Ahrens miêu tả khoa học năm 1812.